# Bruno Vale
Bruno Miguel Esteves do Vale (* 8. April 1983 in Mafamude) ist ein portugiesischer Fußballtorwart, der seit Mitte 2012 bei dem zyprischen Verein Apollon Limassol unter Vertrag steht.

## Werdegang
Für die Fußball-Weltmeisterschaft 2006 in Deutschland wurde er als dritter Torhüter für die portugiesische Fußballnationalmannschaft ausgewählt. Er verletzte sich jedoch bei der U-21-Europameisterschaft im Spiel gegen Serbien und Montenegro, woraufhin Luiz Felipe Scolari Paulo Santos als dritten Torhüter nominierte. Bruno Vale spielte zuvor erst ein Freundschaftsspiel gegen Kasachstan (20. August 2003) und kam auch nach der Weltmeisterschaft nicht mehr für die A-Nationalmannschaft zum Einsatz.